# Daniel Krowarsch
Daniel Krowarsch (ur. 1971) – polski biochemik, dr hab. nauk biologicznych, adiunkt i kierownik Zakładu Biotechnologii Białek Wydziału Biotechnologii Uniwersytetu Wrocławskiego.

## Życiorys
W 1994 ukończył studia biotechnologii na Uniwersytecie Wrocławskim, 26 marca 1998 obronił pracę doktorską Wpływ podstawień aminokwasowych w pozycji Pl inhibitora BPTI na jego stabilność konformacyjną i energię oddziaływania z wybranymi proteazami serynowymi, 14 kwietnia 2005 habilitował się na podstawie pracy zatytułowanej Analiza mutacyjna stabilności białek globularnych. Pracował w Instytucie Biochemii i Biologii Molekularnej na Wydziale Nauk Przyrodniczych Uniwersytetu Wrocławskiego oraz w Zakładzie Inżynierii Białka na Wydziale Biotechnologii Uniwersytetu Wrocławskiego.
Piastuje stanowisko adiunkta oraz kierownika na Wydziale Biotechnologii Uniwersytetu Wrocławskiego.